# 5478 Wartburg
5478 Wartburg è un asteroide della fascia principale. Scoperto nel 1989, presenta un'orbita caratterizzata da un semiasse maggiore pari a 2,5452202 UA e da un'eccentricità di 0,1415794, inclinata di 8,04189° rispetto all'eclittica.